# (36375) 2000 OT16
2000 OT16 (asteroide 36375) é um asteroide da cintura principal. Possui uma excentricidade de 0.15599660 e uma inclinação de 2.98580º.
Este asteroide foi descoberto no dia 23 de julho de 2000 por LINEAR em Socorro.